# Prosoplus aspersus
Prosoplus aspersus là một loài bọ cánh cứng trong họ Cerambycidae.